# Luce Berthommé
Luce Berthommé est une actrice et metteuse en scène française, née le 14 février 1945 à Villejésus et morte le 21 janvier 2004 à Paris.

## Biographie
Avec son mari Christian Le Guillochet, Luce Berthommé était cofondatrice et codirectrice du théâtre du Lucernaire à Paris.
Elle y dirigeait notamment un atelier-théâtre où elle montait pour le grand public des spectacles écrits par elle-même, comme La Noce, pour Thomas, La Chorale, etc.
Luce Berthommé est morte d'un cancer le 21 janvier 2004 à Paris et est inhumée au cimetière communal de Villejésus (Charente).

## Filmographie
- La Bonzesse de François Jouffa, 1974
- Petit déjeuner compris (mini série télé), 1980
- L'Année prochaine... si tout va bien de Jean-Loup Hubert (cinéma), 1981
- Deux amies d'enfance (mini série télé), 1983
- Chambre à part de Jacky Cukier (cinéma), 1989
- La Vérité en face, téléfilm d'Étienne Périer, 1993
- Ni vue ni connue, téléfilm de Pierre Lary, 1997

## Théâtre

### Comédienne
- 1981 : Faut pas faire cela tout seul, David Mathel de Serge Ganzl, mise en scène Georges Vitaly, Théâtre du Lucernaire

### Metteur en scène
- 1980 : Les Inentendus de Bertolt Brecht, Festival de Bellac
- 1981 : Et jusqu’à Béthanie de Jean Giraudoux, Festival de Bellac
- 1989 : Ondine de Jean Giraudoux, Festival de Bellac